# Terčelj
Terčelj je priimek več znanih Slovencev:
- Andrej Terčelj (*1959), ekstremni smučar, alpinist
- Dušan Terčelj (1923—2013), enolog, dr. agronomije
- Eva Terčelj (*1992), kajakašica na divjih vodah
- Filip Terčelj (1892—1946), duhovnik, kurat, prof., pisatelj, pesnik, publicist, mučenec
- Marjeta Terčelj Zorman, zdravnica pnevmologinja/alergologinja, prof. MF
- Matic Terčelj (*1987), magister farmacije in ekstremni kajakaš
- Mihael Terčelj (17. stoletje); duhovnik, zapisal 1. slovensko umetno posvetno pesem
- Milan Terčelj (*1959), metalurg, strojnik, prof.
- Mladen Terčelj, informatik, bančnik, prostozidar (tudi njegov brat? Borivoj T. 1944-97)
- Mojca Terčelj (*1958), etnologinja, antropologinja
- Stanislav Terčelj (1928—2021), gradbeni inženir
- Žitomir Terčelj (1921—1989), šolnik in čebelarski strokovnjak